# Jeggau
Jeggau là một đô thị thuộc huyện Altmarkkreis Salzwedel, bang Saxony-Anhalt, Đức. Dân số là 217 người 